# Adam Vojtěch
Adam Vojtěch (* 2. října 1986 České Budějovice) je český diplomat, politik a právník, bývalý zpěvák a hudební skladatel. Od prosince 2017 do září 2020 byl ministrem zdravotnictví ČR v první a poté i v druhé Babišově vládě. Dne 26. května 2021 převzal opět toto ministerské křeslo po svém předchůdci Petru Arenbergerovi, přičemž tentokrát byl ministrem zdravotnictví až do 17. prosince 2021. V letech 2017 až 2021 byl poslancem Poslanecké sněmovny PČR, v letech 2016 až 2018 byl členem správní rady Všeobecné zdravotní pojišťovny ČR. Ve vládě působil jako nestraník za hnutí ANO. Od února 2022 je velvyslancem ČR ve Finsku.

## Život
Odmala se věnoval hudbě, koncertoval v dětských pěveckých sborech a vystupoval v dětských muzikálech. Posléze natočil a vydal vlastní album. V roce 2005 se zúčastnil soutěže SuperStar, kde dostal přezdívku Ken a dostal se až do semifinále. V období 2004–2014 zpíval v českobudějovickém swingovém orchestru Metroklub Big Band a poté příležitostně hostoval v dalších českobudějovických tanečních orchestrech Valdaband a Fordance Orchestra.
V letech 2006 až 2012 vystudoval právo na Právnické fakultě Univerzity Karlovy v Praze (získal titul Mgr.). Na stejné univerzitě absolvoval i mediální studia na Fakultě sociálních věd (v letech 2006 až 2009 bakalářský stupeň a následně v letech 2011 až 2013 navazující magisterský stupeň, získal druhý titul Mgr.). V roce 2018 získal titul MHA – Master of Healthcare Administration na pražském Advance Healthcare Management Institute s.r.o.
Od ukončení univerzitního studia působil v letech 2013 až 2014 jako právník společnosti MAFRA. V červnu 2014 se stal tajemníkem na Ministerstvu financí ČR. V témže roce se stal členem představenstva akciové společnosti THERMAL-F, která provozuje Hotel Thermal v Karlových Varech. Od roku 2015 je předsedou dozorčí rady státního podniku Státní tiskárna cenin, členem dozorčí rady České průmyslové zdravotní pojišťovny a místopředsedou představenstva akciové společnosti PRISKO. V září 2016 jej vláda ČR jmenovala členem správní rady Všeobecné zdravotní pojišťovny ČR, funkci zastával do ledna 2018. V listopadu 2020 byl jmenován členem představenstva Krajská zdravotní a.s. V březnu 2021 se stal dokonce předsedou představenstva, nicméně vzhledem k opětovnému jmenování ministrem představenstvo v květnu 2021 zcela opustil.
Adam Vojtěch žije v obci Včelná na Českobudějovicku. Angažoval se ve Spolku českých právníků Všehrd, jehož byl v letech 2010 až 2012 starostou. V říjnu 2019 se oženil. Vzal si svou dlouholetou partnerku Olgu, která je povoláním učitelka. V září 2023 se mu narodil syn Matyáš Antonín.

## Politické působení
V letech 2012 až 2018 byl členem ODS. V roce 2014 členství pozastavil, v červnu 2018 mu bylo členství stranou zrušeno pro spolupráci s KSČM v rámci připravované druhé Babišovy vlády.

### Poslanec a ministr zdravotnictví
Ve volbách do Poslanecké sněmovny PČR v roce 2017 byl zvolen jako nestraník za hnutí ANO poslancem v Jihočeském kraji, a to ze třetího místa kandidátky. Na přelomu listopadu a prosince 2017 se stal kandidátem na post ministra zdravotnictví ČR ve vznikající první vládě Andreje Babiše. Dne 13. prosince 2017 jej prezident Miloš Zeman do této funkce jmenoval.
Na konci června 2018 jej Andrej Babiš opět navrhl na post ministra zdravotnictví ČR ve své druhé vládě a dne 27. června 2018 jej prezident Miloš Zeman do této vlády jmenoval. Na klíčovém postu ministra zdravotnictví byl pak také v průběhu první vlny pandemie covidu-19 v roce 2020.
Dne 21. září 2020, uprostřed druhé vlny pandemie, oznámil Vojtěch na tiskové konferenci odstoupení ze své funkce ministra zdravotnictví. Vyslovil záměr zůstat poslancem a nadále se věnovat zdravotnictví. Ještě tentýž den byl jeho nástupcem jmenován Roman Prymula.
V únoru 2021 bylo zveřejněno, že se má stát velvyslancem ČR ve Finsku. Jeho nominaci schválila jak druhá Babišova vláda, tak i prezident republiky Miloš Zeman. Zahájení diplomatické mise je podmíněno souhlasem hostitelského státu, takzvaným agrémentem.
Dne 25. května 2021 oznámil rezignaci ministr zdravotnictví ČR Petr Arenberger. Premiér ČR Andrej Babiš následně uvedl, že se jeho nástupcem stane právě Adam Vojtěch. Jmenovací dekret prezident ČR Miloš Zeman podepsal dne 26. května 2021, oproti zvyklostem se tak neuskutečnila slavnostní ceremonie. Vojtěch byl pouze vpuštěn do prostor Pražského hradu, aby si mohl dekret alespoň převzít. V červnu 2021 pak oznámil, že ve volbách do Poslanecké sněmovny PČR v říjnu 2021 nebude kandidovat. Dne 17. prosince 2021 předal ministerstvo zdravotnictví svému nástupci Vlastimilu Válkovi za vlády Petra Fialy.

### Velvyslanec ČR ve Finsku
V únoru 2021 bylo zveřejněno, že se má stát velvyslancem ČR ve Finsku. Jeho nominaci schválila jak druhá Babišova vláda, tak i prezident republiky Miloš Zeman. Zahájení diplomatické mise bylo podmíněno souhlasem hostitelského státu, takzvaným agrémentem.
V říjnu 2021 informoval předseda vlády Andrej Babiš, že byl Vojtěch schválen jako velvyslanec ve Finsku a 1. listopadu 2021 měl odejít na ministerstvo zahraničních věcí. Po volbách do Poslanecké sněmovny PČR 2021 předseda vlády uvedl, že situace se změnila a Vojtěch by měl zůstat v současné vládě až do jejího konce i po 1. listopadu.
Na začátku února 2022 oznámilo ministerstvo zahraničních věcí, že zastupitelský úřad v Helsinkách by si měl Vojtěch převzít v průběhu února 2022. Do úřadu nastoupil dne 14. února 2022, o tři dny později předal pověřovací listiny finskému prezidentovi.

### Návrat do politiky
Ve volbách do Poslanecké sněmovny PČR v roce 2025 je lídrem hnutí ANO v Jihočeském kraji.

## Hodnocení

### Porovnávání vzhledu poslankyň
Na konci prosince roku 2017 se zúčastnil televizního pořadu Jaromíra Soukupa v TV Barrandov, v němž jím byl požádán o mužské zhodnocení fyzické atraktivity vybraných českých političek na magnetické nástěnce. Jeho odpovědi byly následně kriticky zhodnoceny jak ze strany poslankyně Markéty Pekarové Adamové (TOP 09), a to slovy jako „jeho absence gentlemanství a asertivity“, tak ze strany nedobrovolně hodnocené poslankyně Olgy Richterové (Piráti).

### Spolupráce s Tomášem Horáčkem
Vojtěch ještě jako tajemník resortu ministerstva financí vedeného Andrejem Babišem spolupracoval s podnikatelem Tomášem Horáčkem, který byl v červnu 2019 obviněn v kauze zmanipulovaných zakázek nemocnic. Tuto spolupráci Vojtěch potvrdil v rozhovorech pro Český rozhlas. Přes Tomáše Horáčka například zjišťoval, jak hospodaří Česká televize nebo jaké příjmy má manželka tehdejšího koaličního partnera a ministra zdravotnictví za Českou stranu sociálně demokratickou Svatopluka Němečka.

### Vyjádření Andreje Babiše k Adamu Vojtěchovi
Na tiskové konferenci v sobotu 7. března 2020 předseda vlády Andrej Babiš ministra zdravotnictví Adama Vojtěcha vyzval: „Nebuďte slušnej!“ Po oznámení rezignace Adama Vojtěcha na post ministra zdravotnictví na tiskové konferenci v pondělí 21. září 2020 předseda vlády Andrej Babiš uvedl, že Vojtěch přinesl do české politiky slušnost. Prohlásil také, že ona slušnost byla v české politice zároveň jeho nevýhodou.

### Vyjádření Rastislava Maďara a Milana Kubka po oznámení rezignace
K rezignaci ministra zdravotnictví Adama Vojtěcha 21. září 2020 se epidemiolog Rastislav Maďar pro média vyjádřil, že Vojtěch byl jedním z nejlepších polistopadových ministrů zdravotnictví. Vyjádření předcházel srpnový odchod Maďara z čela pracovní skupiny pro uvolňování karanténních opatření pro neshody. Podle prezidenta České lékařské komory Milana Kubka měl Vojtěch rezignovat dávno a měl být nahrazen někým, kdo se neobává Andreje Babiše (té doby předseda vlády) a dbá expertních doporučení.